# Kottonmouth Kings
Kottonmouth Kings (KMK) – amerykański zespół pochodzący z Kalifornii grający muzykę rapcore, tj. mieszającą hip-hop i punk-rock. Główną ideą zespołu jest legalizacja marihuany oraz doprowadzenie do anarchii. Zespół w ciągu pierwszych 10 lat istnienia sprzedał ponad milion płyt oraz ponad milion biletów na koncerty. Są związani z wytwórnią muzyczną Suburban Noize Records. Zespół często współpracuje z zespołem Insane Clown Posse (ICP), Cypress Hill oraz Tech N9ne.
Członkowie zespołu byli aresztowani lub skazywani w Virginia Beach, VA…Huntington Beach, CA…Tucson, AZ…Springfield, MO…New Orleans, LA…Las Vegas, NV...Los Angeles, CA…Orlando FL…Cleveland, OH…West Virginia…Salt Lake City, UT…Redondo Beach, CA…Orange County, CA…San Diego, CA.

## Filmografia
- Dopeumentary (2001)
- Stoners Reeking Havoc (2002)
- Endless Highway (2003)
- 10 Years Deep (2005)
- The Joint Is on Fire (2007)
- Kottonmouth Kings and High Times Present: Kanabis Kup '06 (2007)
- Long Live The Kings (2010)

## Dyskografia
- Stoners Reeking Havoc EP (1998)
- Royal Highness (1998)
- Hidden Stash (1999)
- High Society (2000)
- Hidden Stash II : The Kream of the Krop (2001)
- Rollin' Stoned (2002)
- Stash Box EP (2003)
- Classic Hits Live (2003)
- Fire It Up (2004)
- The Kottonmouth Xperience (2004)
- No. 7 (2005)
- Joint Venture (2005)
- Nickel Bag EP (2006)
- Koast II Koast (2006)
- Hidden Stash III(2006)
- Cloud 9 (2007)
- Greatest Highs (2008)
- The Kottonmouth Xperience Vol. II: Kosmic Therapy (2008)
- The Green Album (2008)
- 420 Freedom Sampler EP (2009)
- Hidden Stash 420 (2009)
- Long Live The Kings (2010)
- Legalize It EP (2011)
- Sunrise Sessions (2011)
- Mile High (2012)

## Teledyski
- Suburban Life/1605 Life
- Dog's Life (+ wersja z motywem filmu "Lost and Found")
- Play On
- Pimp Twist
- Bump
- Peace Not Greed
- The Lottery
- Kings Blend
- Dyin' Daze
- Life Rolls On
- Sleepers
- Full Throttle
- Enjoy
- Positive Vibes
- Zero Tolerance
- Rest of My Life
- Sub-Noize Rats
- Strange Daze
- Endles Highway
- Zero Tolerance
- Bring It On
- Outcast
- Angry Youth (2 wersje)
- UR Done
- King Klick
- Make It Hot
- Peace Of Mind
- Put It Down
- SRH
- Where's The Weed At?/Toko Bong
- Friends
- Everybody Move
- Neva Stop
- Koast 2 Koast
- Gone Git High
- Livin' Proof
- Think 4 Yourself
- City 2 City
- Free Willy
- Pack Your Bowls (+ wersja specjana 420)
- Where I'm Goin'?
- K.O.T.T.O.N M.O.U.T.H. Song
- Say Goodbye To a Tangerine Sky
- Stomp / Rampage Medley
- Stomp
- Rampage
- Great When You're High
- Reefer Madness
- My Garden
- Love Lost
- Boom Clap Sound